# Dowbusch (Film)
Dowbusch ist ein ukrainischer historischer Film unter der Regie von Oles Sanin, basierend auf der Geschichte von Oleksa Dowbusch, dem bekanntesten Anführer der Opryshkas in den Karpaten. Der Film ist einer der teuersten ukrainischen Filme mit einem Budget von 120 Millionen UAH (der staatliche Anteil beträgt 65 Millionen UAH).
Die Filmpremiere fand am 19. August 2023 im Rahmen des Odesa International Film Festivals statt, da der Kinostart im Mai 2022 aufgrund des russischen Überfalls auf die Ukraine abgesagt worden war.

## Inhalt
Der Film spielt zu Beginn des 18. Jahrhunderts in den Karpaten, in der damaligen Rzeczpospolita. Die grausame Herrschaft des polnischen Herrschers zwingt die Huzulen, in die Berge zu fliehen. Zwei Brüder, Oleksa und Iwan Dowbusch, werden verbannt und werden Opryshky. Auf der Suche nach Rache an den Herren für den Mord an den Eltern der Dowbuschs werden die Brüder zu Feinden. Der eine will Geld, der andere will Gerechtigkeit. Die Huzulen beginnen einen Aufstand unter der Führung von Oleksa. Der Adel tut alles, um Dowbusch zu vernichten, aber er überlistet sie. Die Legende des Karpatenritters, die Generationen von Menschen inspiriert, die für die Freiheit ihres Heimatlandes kämpfen, wuchs daraufhin. Es geht um die Stärke und Liebe von Oleksa Dowbusch, um Verrat und Beleidigung, davon, wie er lebte und wie er den Tod überlistete.

## Produktion
Die Dreharbeiten begannen im August 2018. Der Prozess wurde aus technischen Gründen und später aufgrund von Quarantänebeschränkungen unterbrochen. Die endgültigen Dreharbeiten begannen Anfang Juni 2021.
Die Dreharbeiten fanden in den Karpaten, in Lwiw, in der Region Ternopil sowie in Kiew statt. Zu den Drehorten gehörten alte Burgen (u. a. in Swirsch) in der Oblast Lwiw und andere historische Stätten, die die Atmosphäre der ersten Hälfte des 18. Jahrhunderts vermitteln.
Das Budget des Films belief sich auf etwa 120 Mio. UAH (über 3 Mio. $), wovon 65 Mio. von der staatlichen ukrainischen Filmagentur bereitgestellt wurden. Für die Dreharbeiten wurden mehr als 1000 Kostüme angefertigt, an denen mehr als 3000 Kostümbildner arbeiteten, und die Zahl der gleichzeitig an den Dreharbeiten beteiligten Personen betrug etwa 600.